# Alejandro I de Georgia
Alejandro I el Grande (en georgiano: ალექსანდრე I დიდი) (1386-entre 26 de agosto de 1445 y 7 de marzo de 1446), de la dinastía Bagrationi, fue rey de Georgia de 1412 a 1442. A pesar de sus esfuerzos para restaurar el país de las ruinas dejadas por las invasiones timúridas, Georgia nunca se recuperó y afrontó la inevitable fragmentación que fue seguida por un largo periodo de estancamiento. Alejandro fue el último gobernante de una Georgia unida y relativamente libre de dominación extranjera. En 1442, abdicó del trono y se retiró a un monasterio.

## Vida

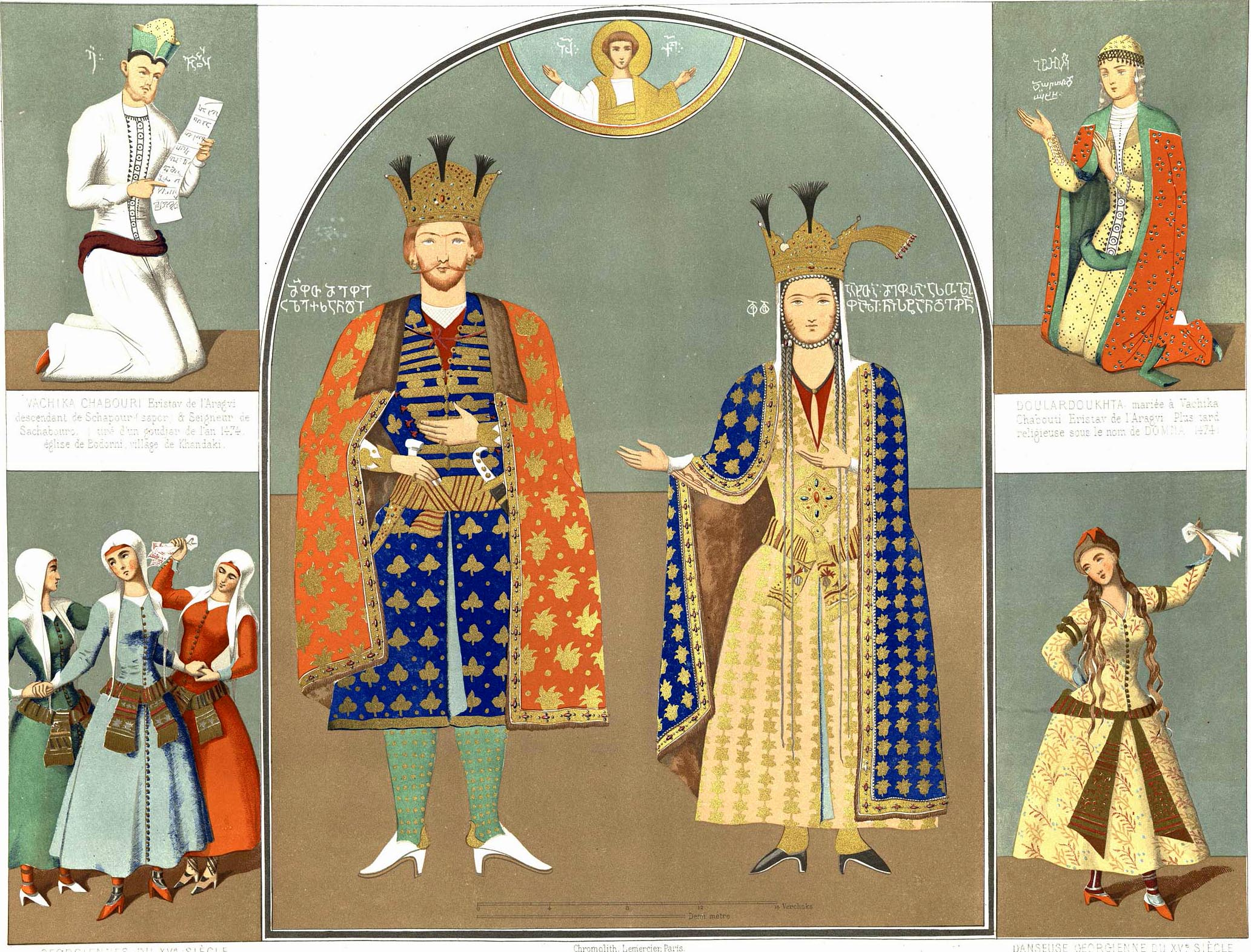
Prince Gagarin reproducción del Georgian Rey Alexander I y Reina Nestan-Darejan con otras figuras reales (1847).

Alejandro era el hijo mayor de Constantino I de Georgia y su mujer Natia, hija del príncipe y diplomático Georgiano Kutsna Amirejibi. Fue educado por su abuela (la madre de Natia) Rusa (muerta en 1413), una mujer noble educaada y religiosa, que influyó mucho en el futuro rey y su entusiasmo por la edificación religiosa.
Con su ascension al trono (1412), Alejandró se mudó a Georgia occidental y medió una paz entre sus vasallos, los príncipes rivales de Mingrelia y Abjasia. Entonces, en 1414, se encontró con el príncipe rebelde Atabeg Ivane Jaqeli de Samtskhe en batalla y le obligó a someterse. Tras tratar con los problemas feudales, y asistido por el Catholicos Patriarca Shio II, empezó un programa de restauración de importantes fortalezas e iglesias georgianas. Impuso un impuesto provisional a sus súbditos para financiar las obras entre 1425 a 1440, pero a pesar de los esfuerzos del rey muchas ciudades y pueblos, una vez florecidos, eran abandonados y tragados por el bosque.
En 1431, reconquistó Lorri, una marca georgiana ocupado por la tribu turcomana Kara Koyunlu que frecuentemente asolaban el sur de Georgia e incluso habían saqueado Ajaltsije en 1416. Alrededor de1434/5, Alejandro animó al príncipe armeno Beshken II Orbelian a atacar a los Kara Koyunlu en Syunik (Siunia) y, por su victoria, le concedió Lorri en términos de vasallaje. En 1440, Alejandro rechazó pagar tributo a Jahan Shah de Kara Kouynlu. En marzo, Jahan Shah entró en Georgia con 20,000 tropas, destruyó la ciudad de Samshvilde y saqueó la capital Tbilisi. Masacró a miles de cristianos, impuso pesadas indemnizaciones a Georgia y regresó a Tabriz.
Para enfrentarse al poder de la aristocracia rebelde, nombró a sus hijos – Vakhtang, Demetre, y George – como sus co-gobernantes en Kajetia, Imericia y Kartli, respectivamente. Esto, sin embargo, resultó incluso peligroso para la integridad del reino y la frágil unidad mantenida por Alejandro pronto desaparecería bajo sus hijos. Por esta razón, se afirma frecuentemente que Alejandro el Grande desintegró a Georgia y, por tanto, no merece el epíteto "el Grande" con el que su pueblo le invistió. Este nombre, sin embargo, data de su época y, como el moderno historiador georgiano Ivane Javakhishvili presume, podría estar relacionado con los proyectos de restauración a gran escala lanzados por el rey y por su inicial éxito en la lucha contra los turcomanos.
Sobrepasado por los problemas terrenales de su reino, Alejandro abdicó el trono en 1442 y se retiró a un monasterio bajo el nombre monástico de Atanasio.

## Matrimonios e hijos
Se casi en 1411 con Dulandukht, hija de Beshken II Orbelian, con quien tuvo dos hijos:
- Vajtang IV, rey de Georgia
- Una hija (c. 1411-c. 1438) casada en 1425, con el emperador Juan IV de Trebisonda[5]
- Demetrio (c. 1413-1453), cogobernante en Imericia; padre de Constantino II

El segundo matrimonio de Alejandro con Tamar (muerta después de 1441), hija de príncipe Alejandro I de Imericia, tuvo lugar alrededor 1414. Sus hijos fueron:
- Jorge VIII, primer rey de Kajetia
- David, Catholicos, patriarca de Georgia consagrado en 1426.
- Zaal (Nacido c.1428 – muerto después de 1442), quinto hijo de Alejandro, sexto y último descendiente. Fue hecho un co-rey por su padre en 1433.[6]